# Tres cubano
El tres cubano es un instrumento cordófono, derivado de la guitarra, que surgió en la isla de Cuba, más específicamente en las zonas rurales del oriente cubano. Una de las referencias más antiguas de este instrumento, es la de los carnavales de Santiago de Cuba en 1892, cuando Nené Manfugás bajó desde los campos de Baracoa con «un instrumento rústico de tres cuerdas dobles y una caja de madera llamado tres». No obstante, el etnólogo Fernando Ortiz  sostiene que el tres no es una invención cubana y que instrumentos muy similares ya existían en la España medieval.

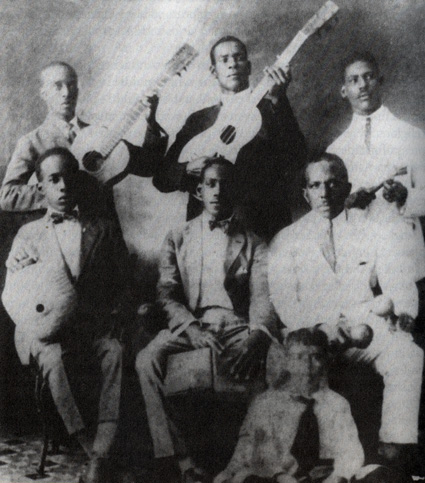
Foto del Sexteto Habanero en la que se aprecia al tañedor del tres (figura centro arriba). Nótese que, en este caso, el tres no es más que una guitarra alterada en la distribución de sus cuerdas.

## Afinación del tres
Consta de tres órdenes de cuerdas dobles, octavadas en por lo menos un orden. Su afinación varía dependiendo del instrumentista y la zona geográfica de donde proceda. A veces es coincidente con la afinación de las tres primeras cuerdas de la guitarra (mi, si y sol, este último octavado), otras se le aumenta un semitono al par de cuerdas del medio, quedando la afinación como mi, do y sol (octavado), es decir sonando la tríada de do mayor al aire. También se utiliza la afinación con la tríada de re mayor (D), es decir: fa sostenido, re y la, esta última octavada.

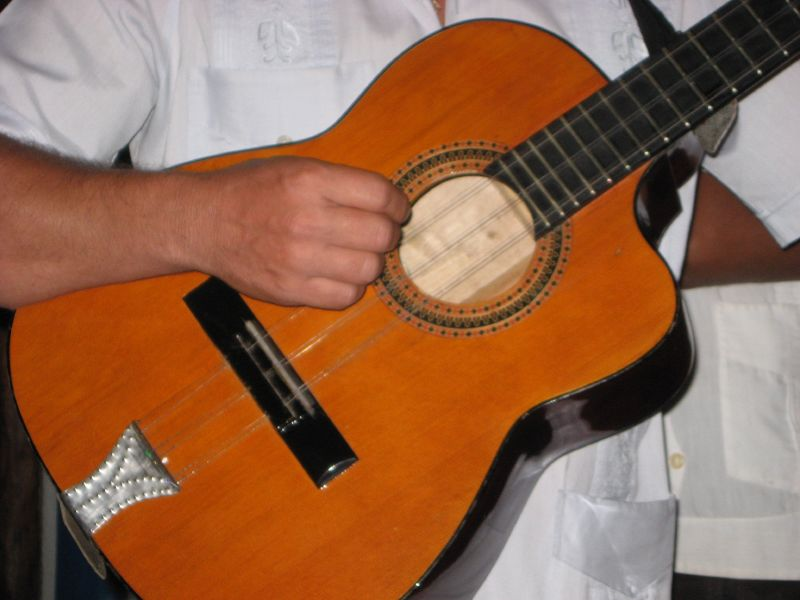
"Tres" cubano mostrando como mejora un "cut away", corte debajo del mástil para mejorar el acceso a notas altas.